# Hippocratea myriantha
Hippocratea myriantha är en benvedsväxtart som beskrevs av Oliver. Hippocratea myriantha ingår i släktet Hippocratea och familjen Celastraceae. Inga underarter finns listade.